# Буква

Памятник букве Ё в Ульяновске

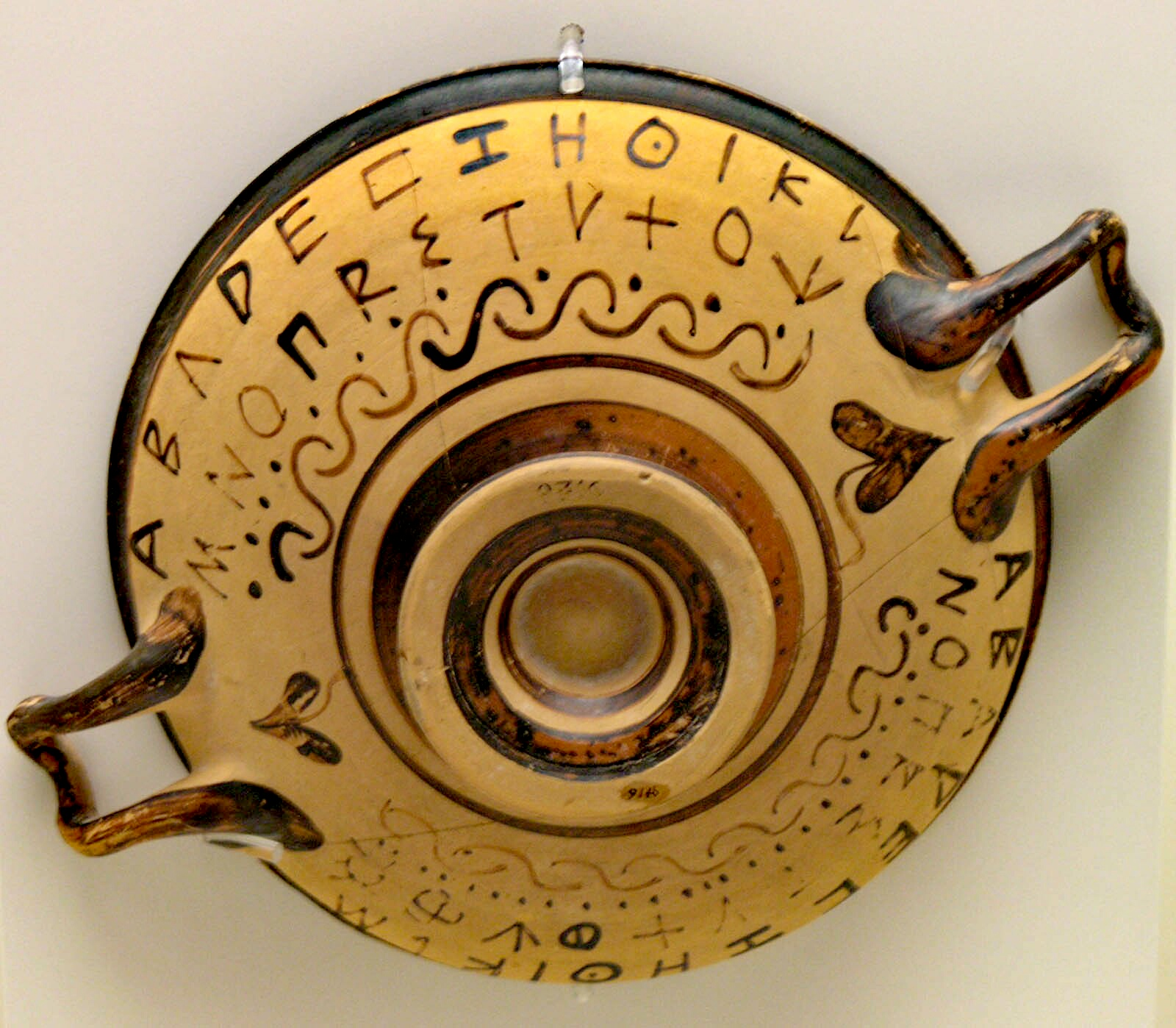
Древнегреческие буквы на килике из Беотии

Бу́ква — графический символ фонетической письменности. Совокупность всех букв в правильном порядке образует алфавит.
Буквы в целом соответствуют фонемам в устной речи, хотя точное соответствие между буквами и фонемами в пределах одного языка встречается редко.

## Происхождение слова
Русское слово «буква», по мнению М. Фасмера, имеет германское происхождение и связано с названием дерева бук: «вероятнее всего, источником явилось доготское *bōkō, ср. готское bōka „буква“, мн. ч. bōkōs „книга, письмо, грамота“, древневерхненемецкое buoh „книга“, древнеисландское bók, мн. ч. bǫkr „книга“».

## Определение и использование
Буква представляет собой тип графемы, которая является минимальной единицей письменности в алфавитных системах письма.
Буквы в целом соответствуют фонемам в устной речи, хотя точное соответствие между буквами и фонемами в языке встречается редко. Например, фонологический строй русского языка характеризуется системой консонантизма, включающей 37 согласных фонем, и системой вокализма, в которую входят 5 или 6 гласных фонем, а современный русский алфавит насчитывает 33 буквы.
В английском языке, в свою очередь, используется латинский алфавит, состоящий из 26 букв, каждая из которых соответствует одному или нескольким звукам, и примерно 44 фонемы. Буква в английском языке может быть связана с более чем одной фонемой, что определяется окружающими буквами или этимологией слова. Большое значение также имеют региональные акценты: так, буква а при произношении может означать от 5 до 12 звуков в зависимости от места происхождения носителя языка (диалекта).
Письменный знак для обозначения фонемы может изображаться не одной буквой, а их набором: диграфом, триграфом и т. д. Примеры диграфов в английском языке: ch, sh и th. Пример триграфа — сочетание sch в немецком языке.
Конкретные названия одних и тех же букв могут различаться в зависимости от языка, диалекта и местности. Например, букву Z называют zed во всех англоязычных странах, кроме США, где её именуют zee.
В зависимости от использования диакритических знаков и других элементов графем, буквы могут «выделяться» в самостоятельные графические единицы. Например, испанский язык использует латинский алфавит, с дополнительной буквой «ñ» ([ɲ]), которая является самостоятельной буквой, а диграфы ch и ll до 1994 года считались отдельными буквами, со своими именами и местом в алфавите (a, b, c, ch, d, …, l, ll, m, n, ñ, o, …). С 1994 года они не считаются отдельными буквами, и слова с ch сейчас находятся между ce и ci, вместо размещения после cz; соответственно, это изменение в силе и для ll.
Буквы также могут иметь количественное, в том числе числовое значение — например, римские цифры в позднейшем виде представляют собой латинские буквы — I, V, X, L, C, D, M; буквы старославянского алфавита также имели числовые значения, и т. д. Греческие и латинские буквы используются в качестве математических символов в формулах и уравнениях, а также обозначений физических величин, химических элементов и т. д.
В технических текстах для описания формы разных предметов широко используются выражения типа «{буква}-обра́зный», например: S-образный, T-образный, Z-образный, П-образный, Ш-образный и Y-образный. Обозначения подобного рода распространены в различных видах деятельности человека.

## Алфавит

### Примеры различных алфавитов и их букв
В таблице приведены алфавиты различных языков и входящие в них буквы.
| Алфавит                | Буквы алфавита |
| ---------------------- | --- |
| Ассамский алфавит      | অ, আ, ই, ঈ, উ, ঊ, ঋ, এ, ঐ, ও, ঔ, ক, খ, গ, ঘ, ঙ, চ, ছ, জ, ঝ, ঞ, ট, ঠ, ড, ঢ, ণ, ত, থ, দ, ধ, ন, প, ফ, ব, ভ, ম, য, ৰ, ল, ৱ, শ, ষ, স, হ,ক্ষ, ড়, ঢ়, য়, ৎ, ং, ঃ, ঁ |
| Арабский алфавит       | (справа налево) ﺍ, ﺏ, ﺕ, ﺙ, ﺝ, ﺡ, ﺥ, ﺩ, ﺫ, ﺭ, ﺯ, ﺱ, ﺵ, ﺹ, ﺽ, ﻁ, ﻅ, ﻉ, ﻍ, ﻑ, ﻕ, ﻙ, ﻝ, ﻡ, ﻥ, هـ, ﻭ, ﻱ                                                     |
| Армянский алфавит      | Ա, Բ, Գ, Դ, Ե, Զ, Է, Ը, Թ, Ժ, Ի, Լ, Խ, Ծ, Կ, Հ, Ձ, Ղ, Ճ, Մ, Յ, Ն, Շ, Ո, Չ, Պ, Ջ, Ռ, Ս, Վ, Տ, Ր, Ց, Ւ, Փ, Ք, Օ, Ֆ                                        |
| Глаголица              | Ⰰ Ⰱ Ⰲ Ⰳ Ⰴ Ⰵ Ⰶ Ⰷ Ⰸ Ⰹ Ⰺ Ⰻ Ⰼ Ⰽ Ⰾ Ⰿ Ⱀ Ⱁ Ⱂ Ⱃ Ⱄ Ⱅ Ⱆ Ⱇ Ⱈ Ⱉ Ⱊ Ⱋ Ⱌ Ⱍ Ⱎ Ⱏ                                                                                         |
| Готское письмо         | 𐌰 𐌱 𐌲 𐌳 𐌴 𐌵 𐌶 𐌷 𐌸 𐌹 𐌺 𐌻 𐌼 𐌽 𐌾 𐌿 𐍀 𐍁 𐍂 𐍃 𐍄 𐍅 𐍆 𐍇 𐍈 𐍉 𐍊                                                                                                   |
| Сирийское письмо       | (справа налево) ܐ, ܒ, ܓ, ܕ, ܗ, ܘ, ܙ, ܚ, ܛ, ܝ, ܟ, ܠ, ܡ, ܢ, ܣ, ܥ, ܦ, ܨ, ܩ, ܪ, ܫ, ܬ                                                                        |
| Кириллица              | А, Б, В, Г, Д, Е, Ё, Ж, З, И, Й, К, Л, М, Н, О, П, Р, С, Т, У, Ф, Х, Ц, Ч, Ш, Щ, Ъ, Ы, Ь, Э, Ю, Я                                                       |
| Грузинский алфавит     | ა, ბ, გ, დ, ე, ვ, ზ, თ, ი, კ, ლ, მ, ნ, ო, პ, ჟ, რ, ს, ტ, უ, ფ, ქ, ღ, ყ, შ, ჩ, ც, ძ, წ, ჭ, ხ, ჯ, ჰ                                                       |
| Греческий алфавит      | Α, Β, Γ, Δ, Ε, Ζ, Η, Θ, Ι, Κ, Λ, Μ, Ν, Ξ, Ο, Π, Ρ, Σ, Τ, Υ, Φ, Χ, Ψ, Ω                                                                                  |
| Еврейское письмо       | (справа налево) א, ב, ג, ד, ה, ו, ז, ח, ט, י, כ, ל, מ, נ, ס, ע, פ, צ, ק, ר, ש, ת                                                                        |
| Латинский алфавит      | А, B, C, D, E, F, G, H, I, J, K, L, M, N, O, P, Q, R, S, T, U, V, W, X, Y, Z                                                                            |
| Хангыль                | ㄱ ㄲ ㄴ ㄷ ㄸ ㄹ ㅁ ㅂ ㅃ ㅅ ㅆ ㅇ ㅈ ㅉ ㅊ ㅋ ㅌ ㅍ ㅎ ㅏ ㅐ ㅑ ㅒ ㅓ ㅔ ㅕ ㅖ ㅗ ㅘ ㅙ ㅚ ㅛ ㅜ ㅝ ㅞ ㅟ ㅠ ㅡ ㅢ ㅣ                                 |
| Чжуинь фухао           | ㄅ ㄆ ㄇ ㄈ ㄉ ㄊ ㄋ ㄌ ㄍ ㄎ ㄏ ㄐ ㄑ ㄒ ㄓ ㄔ ㄕ ㄖ ㄗ ㄘ ㄙ ㄚ ㄛ ㄜ ㄝ ㄞ ㄟ ㄠ ㄡ ㄢ ㄣ ㄤ ㄥ ㄦ ㄧ ㄨ ㄩ ㄭ                                       |
| Огамическое письмо     | ᚁ ᚂ ᚃ ᚄ ᚅ ᚆ ᚇ ᚈ ᚉ ᚊ ᚋ ᚌ ᚍ ᚎ ᚏ ᚐ ᚑ ᚒ ᚓ ᚔ ᚕ ᚖ ᚗ ᚘ ᚙ ᚚ ᚛ ᚜                                                                                                 |
| Геэз                   | ሀ ለ ሐ መ ሠ ረ ሰ ቀ በ ተ ኀ ነ አ ከ ወ ዐ ዘ የ ደ ገ ጠ ጰ ጸ ፀ ፈ ፐ |
| Древнеливийское письмо | ⴰ, ⴱ, ⵛ, ⴷ, ⴹ, ⴻ, ⴼ, ⴳ, ⴳⵯ, ⵀ, ⵃ, ⵉ, ⵊ, ⴽ, ⴽⵯ, ⵍ, ⵎ, ⵏ, ⵓ, ⵄ, ⵖ, ⵅ, ⵇ, ⵔ, ⵕ, ⵙ, ⵚ, ⵜ, ⵟ, ⵡ, ⵢ, ⵣ, ⵥ                                                     |
| Финикийское письмо     | (справа налево) 𐤀 𐤁 𐤂 𐤃 𐤄 𐤅 𐤆 𐤇 𐤈 𐤉 𐤊 𐤋 𐤌 𐤍 𐤎 𐤏 𐤐 𐤑 𐤒 𐤓 𐤔 𐤕                                                                                             |

Алфавиты, наряду с буквами, могут использовать и другие символы. Например, международный фонетический алфавит, по состоянию на 2005 год, включал 107 символов-букв, 52 символа — диакритических знаков, и 4 символа — знаков просодии.

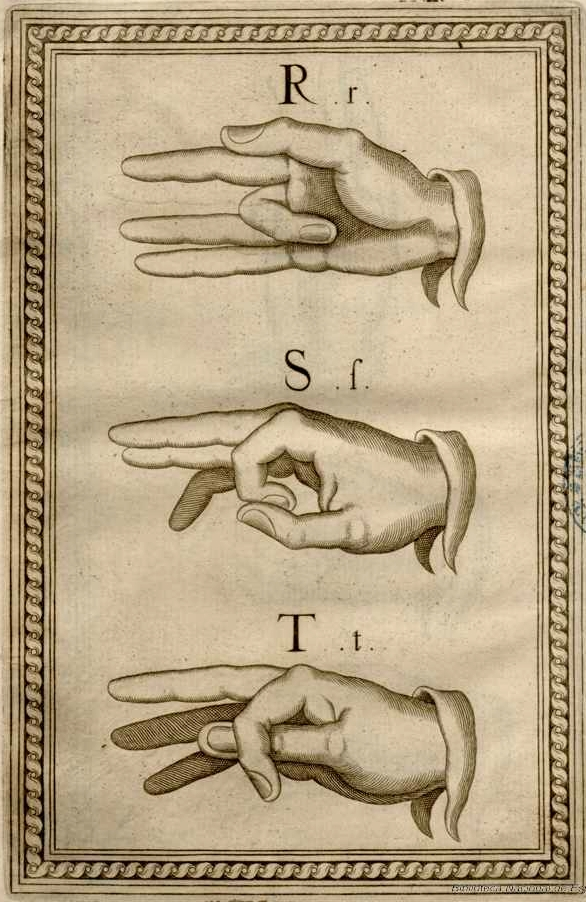
Примеры изображения букв в дактильной азбуке

Наряду с графемами, буквы могут изображаться и другими способами — например, в азбуке Морзе буквы изображаются сочетаниями точек и тире, на флоте — семафорной азбукой, в дактилологии — с помощью жестов.

### История алфавита
Первый алфавит литеро-фонетического письма (то есть состоящего из букв, обозначающих фонемы) создали финикийцы. Его истоки можно проследить в протосинайской письменности, разработанной в Древнем Египте и визуально схожей с египетскими иероглифами.
В основном благодаря финикийскому и арамейскому алфавитам, которые использовались в начале I тысячелетия до н. э., семитский алфавит стал предком множества систем письменности на Ближнем Востоке, в Европе, Северной Африке и Южной Азии, в том числе греческого, латинского, кириллического и других. Греки усовершенствовали финикийский алфавит, введя в него гласные звуки-литеры. Знаки-литеры его очень простые, имеют чёткие линии одной толщины, и состоят из простых геометрических форм — круга, треугольника, отрезка. Древнегреческий алфавит стал первым алфавитом в Европе; латинский и кириллический алфавиты были построены на единой графической основе и возникли они с древнегреческих надписей — капиталов.

## Каллиграфия и шрифты
Графический рисунок начертаний букв и других используемых на письме знаков, составляющих единую стилистическую и композиционную систему, получил название шрифта. В узком типографском смысле шрифтом называется комплект типографских литер, предназначенных для набора текста.
Группа шрифтов разных видов и кеглей, имеющих одинаковое начертание, единый стиль и оформление, называется гарнитурой. Количество используемых шрифтов чрезвычайно велико. Труд знаменитого итальянского издателя Джамбаттиста Бодони 1818 года содержал образцы более 1000 шрифтовых гарнитур, из которых 540 были латинскими, остальные — русскими, греческими, арабскими, еврейскими и даже сирийскими. В настоящее время многие алфавиты имеют свой набор шрифтов, число которых может доходить до нескольких тысяч.

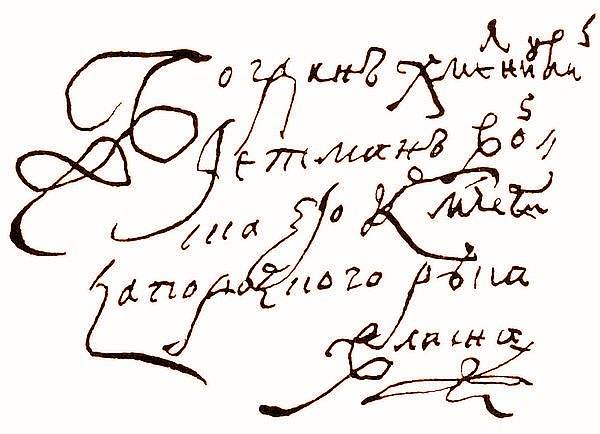
Подпись Богдана Хмельницкого, выполненная скорописью: «Богданъ Хмелницкий, Гетманъ войска Запорож[с]кого, его к[оролевской] м[и]łости рука власна»

Русские шрифты начинают развиваться в XVIII веке, до этого они развивались самостоятельно, имели греческую основу и назывались кириллица и глаголица. Самые древние русские шрифты — устав и полуустав — выполнялись со всей строгостью и чёткостью, следуя правилу — уставу — от чего и пошли их названия. С развитием письменности появилась скоропись, которая отличалась быстрым, свободным стилем, с росчерками, петлями, выходящими далеко за границы рядов. Скоропись становится искусством каллиграфии XVII веке. Ею писались грамоты и официальные документы. В середине XVI века на Руси появились первые книги, выполненные типографским шрифтом. Одной из таких книг была «Апостол» Ивана Фёдорова, изданная в 1564 году.
Новый книжный гражданский шрифт был утверждён Петром I и введён в 1708 году. Он был чёткий, округлый и рациональный — некий синтез традиционных шрифтов и антиквы. Реформа 1918 года упразднила буквы Ѣ (ять), Ѳ (фита), І («и десятеричное»); вместо которых должны были употребляться, соответственно, Е, Ф, И.
Наряду с типографскими шрифтами, на протяжении веков во множестве культур существовала традиция изящного рукописного письма, получившая название «каллиграфия» (от греч. καλλιγραφία — «красивый почерк»). При развитии технологий книгопечатания каллиграфия утратила свою прежнюю роль и в настоящее время представляет собой отрасль изобразительного искусства, «искусство оформления знаков в экспрессивной, гармоничной и искусной манере».

## Частотность букв
Частотность — термин лексикостатистики, предназначенный для определения наиболее употребительных букв. Расчёт частотности осуществляется по формуле
{\displaystyle {\text{Freq}}_{x}={\frac {Q_{x}}{Q_{\text{all}}}},}
где Freqx — частотность буквы x, Qx — количество употреблений буквы x в текстовом корпусе, Qall — общее количество букв в данном текстовом корпусе. В большинстве случаев частотность выражается в процентах. Бо́льшая частотность согласных на данном отрезке текста (например, в стихотворениях) получила название аллитерации. Высокие показатели частотности гласных называются ассонансом. Частотный анализ используется в криптографии для выявления наиболее частотных букв того или иного языка, и в других случаях — например, при кодировке русских символов азбуки Морзе букву Е, как наиболее часто встречающуюся, обозначают одной точкой, а букву Ш — четырьмя тире.

### На русском языке
- Буква // Энциклопедический словарь Брокгауза и Ефрона : в 86 т. (82 т. и 4 доп.). — СПб., 1890—1907.
- Гордон Ю.М. Книга про буквы от Аа до Яя. — М.: Издательство Студии Артемия Лебедева, 2006. — 384 с. — ISBN 5-98062-006-0.
- Кондратов А. М. Книга о букве / Художник В. Рудаков. — М.: Советская Россия, 1975. — 224 с. — 50 000 экз. (обл.)
- Фасмер М. Этимологический словарь русского языка: В 4 т.: Пер. с нем. — 2-е изд., стер. — М.: Прогресс, 1986. — Т. 1. — 576 с.

### На других языках
- Millard, A. R. (1986), The Infancy of the Alphabet, World Archaeology, 17 (3): 390–398, doi:10.1080/00438243.1986.9979978
- Sacks, David. Language Visible: unraveling the mystery of the alphabet from A to Z. — New York: Broadway Books, 2003. — ISBN 978-0-7679-1172-6.
- Rogers, Henry. Writing Systems (англ.). — Blackwell Publishing, 2005. — ISBN 978-0631234647.
- Clodd, Edward (1904). The Story of the Alphabet. [New York]: McClure, Phillips & Co.
- Daniels, Peter T, and William Bright, eds (1996). ISBN 0-19-507993-0.
- Fromkin, Victoria, Robert Rodman, and Nina Hyams (2014). An Introduction to Language (Tenth Ed.). [Boston]: Wadsworth Cengage. ISBN 978-1-1333-1068-6.
- Man, John. Alpha beta : how 26 letters shaped the Western world (англ.). — [New York]: Barnes and Noble, 2005. — ISBN 978-0-7607-6610-1.
- Powell, Barry B. (1991). Homer and the Origin of the Greek Alphabet. ISBN 978-0-521-58907-9 | ISBN 0-521-58907-X.
- Robinson, A (2003). «The Origins of Writing» in Crowley, David and Paul Heyer Communication in History : Technology, Culture, Society (Fourth Ed). [Boston]: Allyn and Bacon, p. 34—40.